# 擬草蘚
擬草蘚（学名：Pseudoleskeopsis zippelii）为薄羅蘚科擬草蘚屬下的一个种。